# Lentille verte du Puy
Pour les articles homonymes, voir Lentille verte.
 (avril 2021).
Si vous disposez d'ouvrages ou d'articles de référence ou si vous connaissez des sites web de qualité traitant du thème abordé ici, merci de compléter l'article en donnant les références utiles à sa vérifiabilité et en les liant à la section « Notes et références ».
La lentille verte du Puy  est une spécialité de lentille cultivée dans la région du Puy-en-Velay. Elle bénéficie d'une AOC (appellation d'origine contrôlée) depuis 1996, et d'une AOP (appellation d'origine protégée) depuis 2008.

## Historique
La plus ancienne trace écrite connue de la culture de lentille dans le Velay remonte à 1643 dans les Mémoires du chroniqueur vellave Antoine Jacmon. Cet auteur signale les « lanthiles » au sein d'une liste de denrées, illustrant les prix constatés cette année-là au Puy,.
Cependant, la découverte en 1928 à Saint-Paulien d'un vase en terre cuite contenant un mélange de graines diverses dont des lentilles semble attester de la présence de cette culture dès l'époque gallo-romaine.
La notoriété de la lentille du Puy attira bien rapidement les convoitises : le prix des lentilles vendues sous la dénomination "Le Puy", supérieur au prix d'une lentille standard, attira rapidement une concurrence déloyale. Ainsi, Le Puy-en-Velay devint un important centre logistique pour les légumes secs, ceci permettant de rebaptiser du nom du Puy des lentilles cultivées hors de la région, notamment en Allemagne et en Russie.
Pour se protéger contre de telles usurpations d'identité, la filière intenta en 1934 un procès visant à faire reconnaître l'appellation d'origine Lentille Verte du Puy en vertu de la loi du 6 mai 1919.
Par son jugement du 17 janvier 1935, le tribunal civil du Puy reconnut que la désignation "Lentille Verte du Puy" constituait effectivement une appellation d'origine, et non un simple terme générique.
Le 7 août 1996, la Lentille Verte du Puy fut le premier légume à se voir décerner par l'INAO une Appellation d'Origine Contrôlée.
Par la suite, la Lentille Verte du Puy accéda en 2008 au label européen AOP (Appellation d'Origine Protégée), permettant une protection plus efficace de la dénomination sur le marché communautaire.
La production est mise en péril par les changements climatiques.

## Terroir
La zone de culture de la lentille Verte du Puy est circonscrite à 88 communes du département de la Haute-Loire (France). Elle recoupe essentiellement deux ensembles naturels : le Velay basaltique et le bassin du Puy. L'ODG (Organisme de Défense et de Gestion) de la Lentille verte du Puy propose une cartographie des communes appartenant à la zone AOP.
Il est prouvé que les qualités intrinsèques de la lentille Verte du Puy tiennent principalement au climat de la zone d'appellation. En effet, celle-ci est entourée de plusieurs massifs montagneux (notamment Cantal puis Monts de la Margeride à l'ouest, et monts du Vivarais au sud-est), qui forment des barrières naturelles face aux flux atmosphériques.
Il en résulte la formation d'un effet de foehn : l'élévation en altitude induit une condensation, puis les perturbations redescendent en direction du cœur de la zone, débarrassées de leur humidité. Le vent sec ressenti durant l'été soumet les plants de lentille à un fort stress hydrique, empêchant les graines d'arriver à maturité complète. Ce phénomène se traduit par la présence d'un tégument (peau) plus fin donc plus perméable et par une composition chimique différente (moins d'amidon). Ce sont ces particularités dues au terroir qui confèrent à la lentille Verte du Puy ses qualités gastronomiques exceptionnelles (cuisson rapide, amande non farineuse...).

## Production
Elle est produite dans une zone bien délimitée, située dans la Haute-Loire sur les plateaux du Velay (altitude : 600 à 1 200 mètres). Il y règne un microclimat unique : la lentille souffre du froid en début de croissance et profite d'un ensoleillement exceptionnel en été, accélérant sa maturation.
La lentille verte du Puy est cultivée à partir de semences de la variété Lens esculenta puyensis, ainsi dénommée par la botaniste russe Elena Barulina en 1930, en référence à la ville du Puy, déjà connue à l'époque pour produire des lentilles de qualité exceptionnelle du fait de son terroir.
La culture s'effectue selon des méthodes traditionnelles, autrement dit ni engrais ni irrigation. Les semis ont lieu de mars à avril et la récolte du 1er au 15 septembre.
Quelque 900 producteurs cultivent chaque année 4 500 hectares de lentilles, représentant une récolte certifiée de 4 000 à 5 000 tonnes en moyenne.
Quelques-uns d'entre eux sont également autorisés à conditionner les lentilles, de même que trois entreprises agroalimentaires altiligériennes : Sabarot, Trescarte et Eurea Coop. Ces entreprises conditionnent la Lentille Verte du Puy sous leur propre marque, ou à façon pour des marques appartenant à des entreprises extérieures au département, Marques de Distributeurs, ...

## Export
Le premier marché extérieur ce sont les États-Unis, puis l’Angleterre et le Japon. « On a identifié des grossistes dans chaque pays. Là où on vend d’autres légumes secs comme le flageolet, on vend aussi la lentille. Les gens nous reconnaissent avec notre marque. », précise Antoine Wassner et d’ajouter, « l’origine France rassure le consommateur, c’est un vrai gage de qualité. Nos pratiques sont respectées. On fait une dizaine de salons par an à l’étranger et on se rend compte à chaque fois que l’offre agroalimentaire française plaît beaucoup ».

## Gastronomie

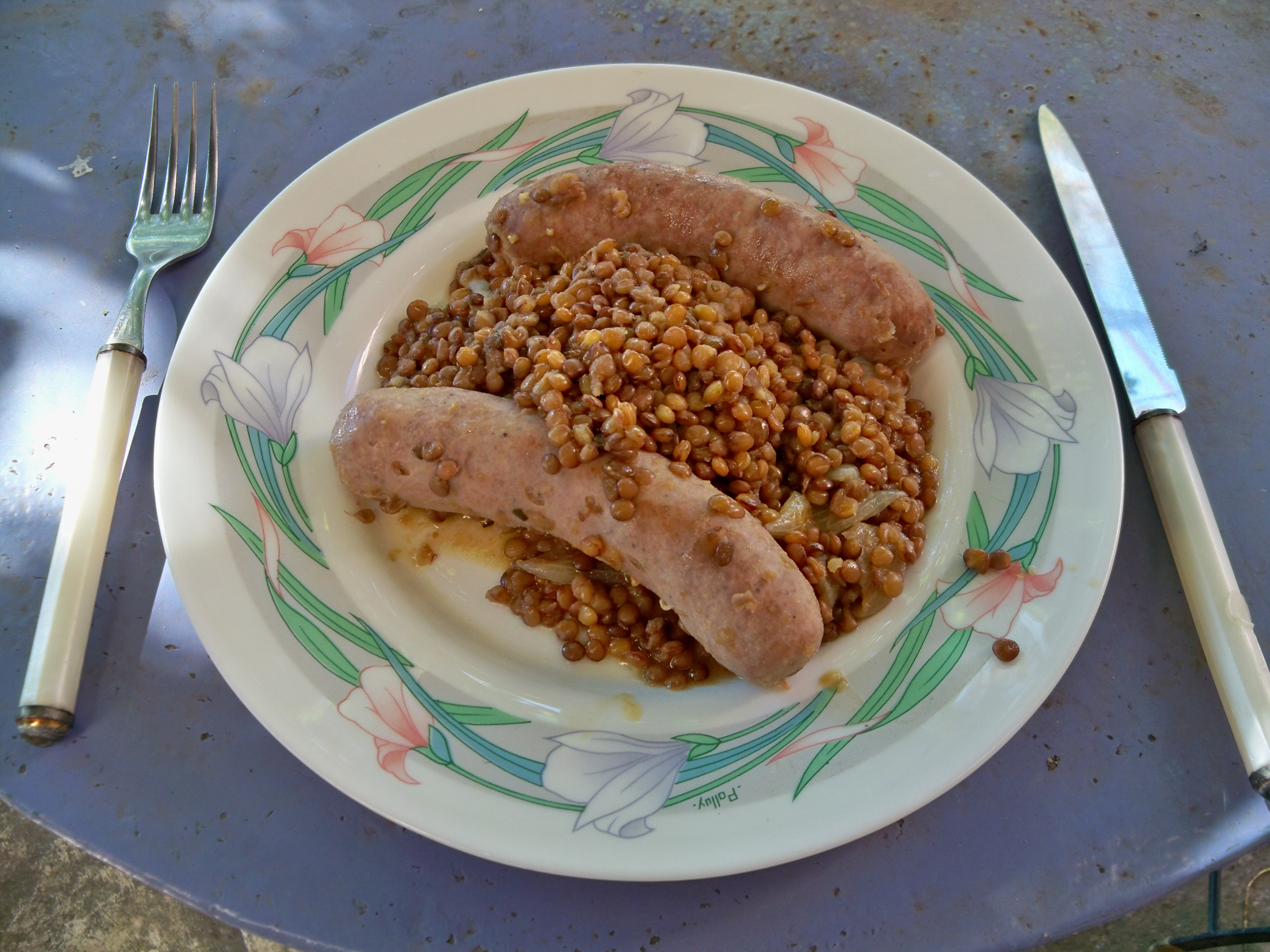
Saucisses et lentilles vertes du Puy.
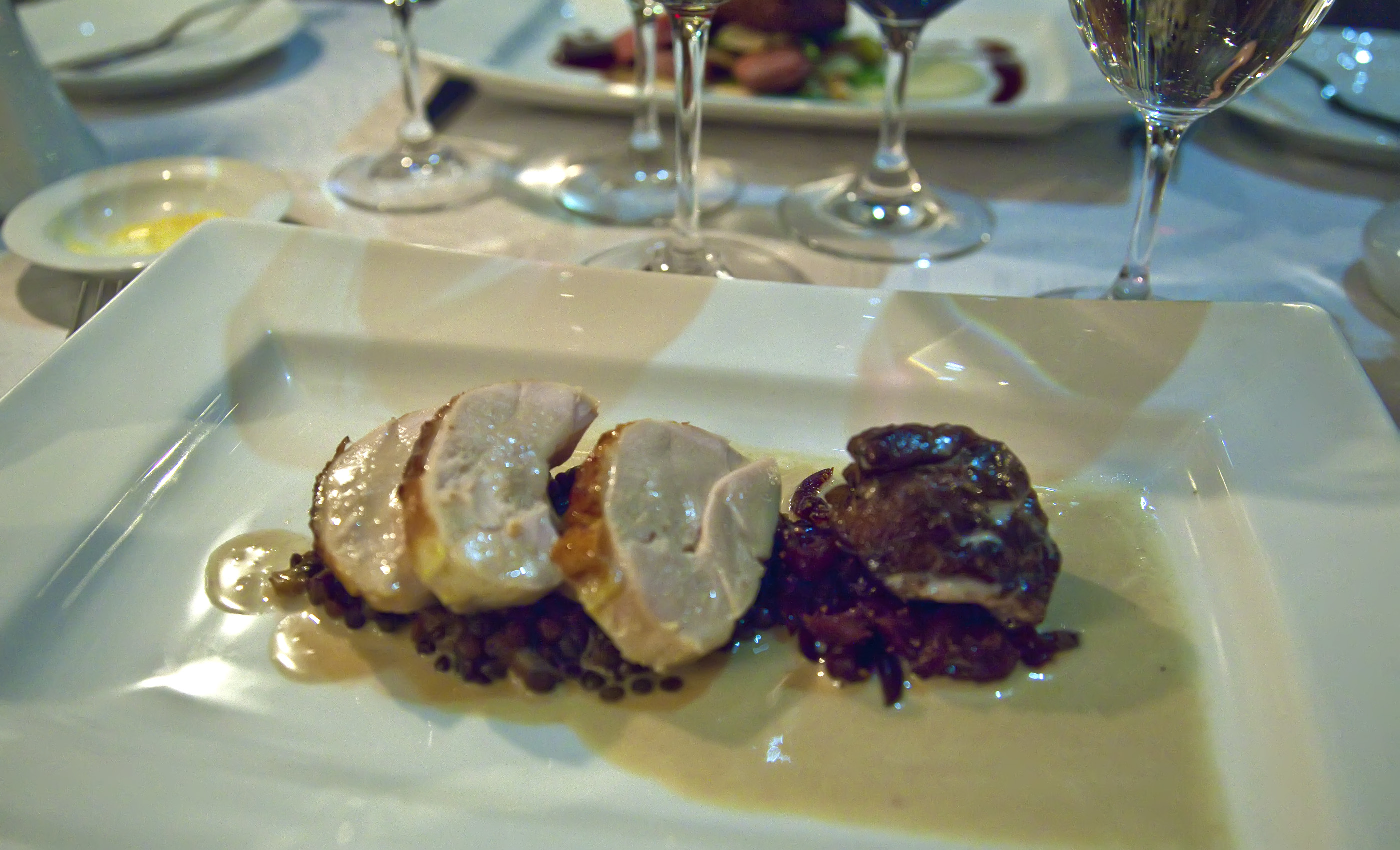
Filet de chapon rôti aux lentilles vertes du Puy.

Longtemps surnommée "le caviar du pauvre", la lentille Verte du Puy est très appréciée des gourmets. Le petit salé aux lentilles, la salade de lentilles et le velouté de lentilles constituent des plats classiques. Cependant, de nombreux chefs l'accommodent à leur façon, créant des recettes originales : Gelée de Verveine aux Lentilles Vertes du Puy confites de Régis Marcon (Saint-Bonnet-le-Froid, Bocuse d'Or, 3 étoiles Michelin), Caviar du Velay en gelée de crustacés, blinis à la farine de Lentilles Vertes du Puy de François Gagnaire (Le Puy-en-Velay, 1 étoile Michelin). Une des recettes les plus originales reste la crème de lentilles vertes du Puy
en gaspacho à la menthe fraîche, concoctée par Jacques et Laurent Pourcel, du restaurant Le Jardin des Sens à Montpellier.